# Sistema SPEAR
El Sistema SPEAR (en inglés canadiense: Spontaneous Protection Enabling Accelerated Response) (un acrónimo de Protección Espontánea que Habilita la Respuesta Acelerada) es un sistema de protección y combate en espacios cerrados que utiliza los actos reflejos de una persona, que se encuentra con situaciones amenazantes, como base para la defensa personal. Tony Blauer desarrolló el Sistema SPEAR en Canadá durante la década de 1980.

## Historia
El origen del sistema SPEAR comenzó en 1982 con un ejercicio llamado "ataque de pánico" que intentaba reflejar la respuesta fisiológica de una persona ante emboscada repentina. 
Posteriormente, Blauer desarrolló el programa "Sé tu propio guardaespaldas" y los programas actuales SPEAR y Personal Defense Readiness (preparación para la defensa personal). 
En 2007, la Asociación de Jefes de Policía del Reino Unido aprobó la inclusión del sistema SPEAR en el manual de capacitación en seguridad personal para la policía británica.
El Sistema penitenciario escocés utiliza una versión modificada del sistema SPEAR en sus técnicas de protección personal.